# 7421 Kusaka
7421 Kusaka (1992 HL) là một tiểu hành tinh vành đai chính được phát hiện ngày 30 tháng 4 năm 1992 bởi Yoshio Kushida và Osamu Muramatsu ở Yatsugatake.